# Mulherio
Mulherio foi um jornal alternativo feminista brasileiro, publicado entre 1981 e 1989, no contexto da abertura política pós-ditadura militar. Foi idealizado por pesquisadoras da Fundação Carlos Chagas, como um boletim de intercâmbio entre grupos de pesquisa sobre mulheres. Suas idealizadoras foram a pesquisadora Fulvia Rosemberg e a jornalista Adélia Borges. Abordava diversos temas relativos aos direitos das mulheres no Brasil e no mundo, saúde, trabalho, cultura e política.
A primeira fase do jornal, de março de 1981 a setembro de 1983,  durou 16 edições (n°s 0 a 15). Na segunda fase,de 1984 a 1988 (n°s 16 a 39) o jornal, agora editado por Inês Castilho deixou o âmbito da Fundação Carlos Chagas por divergências editoriais. Na terceira fase,o jornal mudou de nome, passando a se chamar Nexo, Feminismo e Cultura. Essa fase dura somente duas edições.

## Algumas colaboradoras
- Carmen Barroso
- Carmen da Silva
- Ciça
- Maria Carneiro da Cunha
- Heloísa Buarque de Hollanda
- Ruth Cardoso
- Lélia Gonzalez
- Maria Rita Kehl
- Heleieth Saffioti
- Maria Lucia de Barros Mott